# Драгуђешти (Бакау)
Драгуђешти (рум. Drăgugești) насеље је у Румунији у округу Бакау у општини Хелеђу. Oпштина се налази на надморској висини од 285 m.

## Становништво
Према подацима из 2002. године у насељу је живело 2241 становника, од којих су сви румунске националности.